# Klasse 1’D Liberation
Die Lokomotiven der Klasse 1’D Liberation waren Güterzuglokomotiven, welche im Zweiten Weltkrieg von der North British Locomotive Company und Vulcan Foundry für den Einsatz als Kriegslokomotiven der Alliierten in Westeuropa konstruiert und gebaut wurden. Am Ende des Zweiten Weltkrieges wurden die nun nicht mehr benötigten Lokomotiven den befreiten Staaten Europas als Wiederaufbauhilfe angeboten. Insgesamt 110 Maschinen wurden den JDŽ, den PKP und den ČSD überlassen. Die Finanzierung übernahm die UNRRA, deshalb sind die Lokomotiven auch als UNRRA-Lokomotiven bekannt. Zudem ließ die CFL noch 10 Maschinen bauen.

## ČSD-Baureihe 459.0 (Tschechoslowakei)
Die Tschechoslowakische Staatsbahnen (ČSD) übernahmen 1946 15 Maschinen, die sie als Baureihe 459.0 einordneten.
Die Lokomotiven der Reihe 459.0 hatten nach denen der Reihe 636.0 die größten Kessel bei den ČSD. Er hatte einen inneren Durchmesser von 1905 mm. Im Lieferzustand entsprachen viele Teile und Ausführungen nicht den Normen des Dampflokomotivbaues bei den ČSD. Das betraf z. B. die Linkssteuerung, die Wasserstandsgläser und die Einfüllung des Tenderwassers. Im Zuge der ersten Hauptuntersuchung im Ausbesserungswerk wurde das entsprechend geändert.
Die Lokomotiven waren sehr leistungsfähige Maschinen. Sie übertrafen die 534.03, die eine Treibachse mehr hat. Sie konnten in der Ebene 1800 t mit 60 km/h befördern (die 534.03 1400 t), auf einer Steigung von 10 ‰ 350 t mit 60 km/h (die 534.03 250 t). Zum Beginn ihres Einsatzes gab es auf Grund ihrer hohen Dienstmasse Einschränkungen in der Geschwindigkeit: beispielsweise war die Geschwindigkeit der Lokomotiven auf der Strecke Česká Třebová–Praha auf 50 km/h, auf den Brücken auf 30 km/h begrenzt. Alle 15 Maschinen wurden 1946 dem Depot Česká Třebová zugeteilt, wo sie den planmäßigen Güterzugdienst übernahmen. Später, nach der Elektrifizierung der Strecke Česká Třebová – Praha gelangten sie in den Schiebedienst und danach nach Kolin bzw. Kutna Hora, wo sie schwere Güterzüge bespannten.
Die Maschinen der Reihe 459.0 waren beim Personal sehr beliebt. Viele ihrer konstruktiven Merkmale wurden beim Bau der späteren Neubaulokomotiven 475.1, 477.0, 498.0 und 556.0 übernommen (Schüttelrost HOULSON, Injektoren, Blechrahmen, Scheinwerfer mit Reflektor).
Da sie auf Grund ihrer hohen Achslast auf vielen Strecken nicht zugelassen waren, wurden sie als Splittergattung nach Erscheinen der Dieseltraktion zügig ausgemustert. Die ersten Lokomotiven wurden 1969, die letzten vier Exemplare 1971 abgestellt. Museal blieb kein Exemplar erhalten.

## CFL-Baureihe 47 (Luxemburg)
1945 bestellten die CFL 10 Maschinen bei Vulcan Foundry. Im Gegensatz zu den anderen Fahrzeugen wurden diese Lokomotiven mit Rechtssteuerung gebaut. Ende 1946 wurden die Maschinen für einen Stückpreis von circa 15.000 Pfund geliefert.
1960/61 wurden die Maschinen ausgemustert.